# Ārān o Bidgol
Aran - Arran -Ārān o Bidgol (tiếng Ba Tư: شهرستان آران -آران و بیدگل) là một thành phố ở tỉnh Isfahan, Iran. Đây là một trong những thành phố sa mạc cổ của tỉnh và gồm hai thành phố riêng Aran và Bidgol. Thành phố này gần Kashan
Trong quá khứ đây là hai làng tách biệt có phương ngữ riêng. Khu vực này nằm trên con đường tơ lụa. Cách đây 40 năm, bức tường chia đôi hai làng đã sụp đổ và hai thị trấn nhỏ đã hợp nhất. Dân số thời điểm hiện tại khoảng 90.000 người.
Phía bắc và đông là sa mạc, thành phố có khí hậu nóng và khô vào mùa hè, lạnh và khô vào mùa đông, quanh năm ít mưa.